# أتايجينا
أتايجينا (بالإسبانية: Ataecina؛ البرتغالية: Atégina) كانت إلهة يعبدها الإيبيريون، اللوسيتانيون، والكلتبيريون القدامى في شبه الجزيرة الأيبيرية. يعتقد أنها حكمت العالم السفلي، أو هي إلهة الموسم والربيع.